# Славно (гміна, Опочинський повіт)
Гміна Славно (пол. Gmina Sławno) — сільська гміна у центральній Польщі. Належить до Опочинського повіту Лодзинського воєводства.
Станом на 31 грудня 2011 у гміні проживало 7546 осіб.

## Площа
Згідно з даними за 2007 рік площа гміни становила 128.45 км², у тому числі:
- орні землі: 76.00%
- ліси: 15.00%

Таким чином, площа гміни становить 12.37% площі повіту.

## Населення
Станом на 31 грудня 2011:
| Опис     | Загалом | Загалом | Чоловіки | Чоловіки | Жінки | Жінки |
| -------- | ------- | ------- | -------- | -------- | ----- | ----- |
| одиниця  | осіб    | %       | осіб     | %        | осіб  | %     |
| все      | 7546    | 100     | 3789     | 50.21    | 3757  | 49.79 |
| міське   | 0       | 100     | 0        |          | 0     |       |
| сільське | 7546    | 100     | 3789     | 50.21    | 3757  | 49.79 |

## Сусідні гміни
Гміна Славно межує з такими гмінами: Білачув, Іновлудз, Мнішкув, Опочно, Парадиж, Томашув-Мазовецький.